# David Fällman
David Fällman, né le 4 février 1990 à Stockholm en Suède, est un footballeur suédois qui évolue au poste de défenseur central.

## Biographie

### Débuts professionnels
Natif de Stockholm en Suède, David Fällman est formé par l'Eskilstuna City. Il rejoint en 2009 l'AFC Eskilstuna, alors appelé Väsby United.

### Gelfe IF
Le 21 mars 2012 David Fällman s'engage en faveur du Gefle IF.
Il joue son premier match pour le club le 10 mars 2013, à l'occasion d'une rencontre de coupe de Suède contre l'Assyriska FF. Il est titularisé et son équipe s'impose par cinq buts à un.
Avec cette équipe, il dispute 111 matchs en première division suédoise, inscrivant un but.
Il participe également aux tours préliminaires de la Ligue Europa en 2013, en prenant part à quatre matchs.

### Dalian Transcendence FC
Avec le club chinois du Dalian Transcendence, il dispute 55 matchs en League One (deuxième division), en deux saisons, sans inscrire de but.

### Hammarby IF
Le 16 février 2018 David Fällman fait son retour dans son pays natal en signant à l'Hammarby IF pour un contrat de trois ans.
En avril 2019, juste avant le début de la saison 2019, David Fällman est nommé vice-capitaine d'Hammarby. En août 2019 il se blesse à l'aine, ce qui le tient éloigné des terrains pendant plus d'un mois.

### Aalesunds FK
Le 15 février 2021, après trois ans à Hammarby, il quitte le club pour rejoindre l'Aalesunds FK, qui évolue alors en deuxième division norvégienne. Il joue son premier match pour ce club le 12 juin 2021, lors d'une rencontre de championnat face au Fredrikstad FK. Il est titulaire et capitaine lors de cette rencontre qui se solde par un match nul (2-2 score final).

## Vie personnelle
David Fällman est le cousin de Marcus Danielson. Les deux joueurs ont eu l'occasion de s'affronter lors des matchs entre les deux clubs rivaux de Djurgårdens IF et Hammarby IF.